# Болехівський-Боян Петро
Петро́ Болехі́вський-Боя́н (справжнє прізвище — Болехівський; 7 грудня 1910, с. Біла, нині Чортківського району Тернопільської області — січень 1995, м. Ґлендейл, штат Каліфорнія, США) — український оперний співак (баритон), композитор, громадський діяч. Член ОУН (1931; псевдо «Прометей»).

## Життєпис
Народився 7 грудня 1910 року в с. Біла, нині Чортківського району Тернопільської області, Україна (тоді Чортківський повіт, Королівство Галичини і Володимирії, Австро-Угорщина).
Ще 1928 року стає учасником Української Наддніпрянської капели під керівництвом Олександра Тимченка.
Протягом 1930—1932 років навчався в Стрийському музичному інституті ім. Миколи Лисенка. Керував в тому часі до повітового свята хором «Просвіти» «Сокіл».
Закінчив Вищий музичний інститут у Львові (сучасна Львівська національна музична академія імені Миколи Лисенка (1938). Організовував хори, оркестри на Чортківщині. 1939 року дебютував на сцені міланського театру «Ла Скала» (Італія).
Повернувшись на батьківщину, продовжував підпільну діяльність в ОУН; влітку 1941 за наказом проводу перейшов у Кременецьку округу. В селі Вишгородок (нині Лановецького району) організував чоловічий хор «Прометей».
У травні 1943 в Тернополі заарештований гестапо, згодом вивезений до концтабору Аушвіц (Німеччина). В концентраційному таборі перемагав знущання грою в табірному духовому оркестрі — учасниками останнього були ув'язнені музики з найкращих європейських оркестрів.
1946–1948 вдосконалював вокальну майстерність у Мюнхенській консерваторії у О. Руснака, стажувався в Мілані у професора В. Гардіні, потім — соліст Мюнхенської опери.
Від 1948 — у Канаді (м. Едмонтон). 1955 переїхав до США (м. Ґлендейл), де відкрив студію навчання співу, виступав з концертами. Від початку 1960-х жив у Лос-Анджелесі.
Автор низки пісень, найкращі з яких увійшли до книги «Пісні і спогади бандерівця» (Тернопіль, 1995).
У 1990 році вийшла друком книга-спомин про Аушвіц «В боротьбі за українську державу».